# Portugália az 1968. évi nyári olimpiai játékokon
Portugália a mexikói Mexikóvárosban megrendezett 1968. évi nyári olimpiai játékok egyik részt vevő nemzete volt. Az országot az olimpián 6 sportágban 20 sportoló képviselte, akik érmet nem szereztek.

## Atlétika
Férfi
| Versenyző          | Versenyszám    | Előfutam | Előfutam | Előfutam | Döntő   | Döntő    |
| Versenyző          | Versenyszám    | Idő      | Hely.    | Össz.    | Idő     | Helyezés |
| ------------------ | -------------- | -------- | -------- | -------- | ------- | -------- |
| Manuel de Oliveira | 3000 m akadály | 9:19,22  | 8.       | 19.      | kiesett | kiesett  |

## Birkózás
Kötöttfogású
| Versenyző          | Versenyszám | 1. forduló                       | 2. forduló                            | 3. forduló                              | 4. forduló        | 5. forduló        | 6. forduló        | 7. forduló        | Döntő             | Helyezés    |
| Versenyző          | Versenyszám | Ellenfél Eredmény                | Ellenfél Eredmény                     | Ellenfél Eredmény                       | Ellenfél Eredmény | Ellenfél Eredmény | Ellenfél Eredmény | Ellenfél Eredmény | Ellenfél Eredmény | Helyezés    |
| ------------------ | ----------- | -------------------------------- | ------------------------------------- | --------------------------------------- | ----------------- | ----------------- | ----------------- | ----------------- | ----------------- | ----------- |
| Leonel Duarte      | 52 kg       | Miroslav Zeman (TCH) · kétvállas | Ahmed Chahrour (SYR) · 3.5-0.5        | kiesett                                 | kiesett           | kiesett           |                   |                   | kiesett           | helyezetlen |
| Luís Grilo         | 57 kg       | Varga János (HUN) · kétvállas    | Friedrich Stange (FRG) · 3-1          | kiesett                                 | kiesett           | kiesett           | kiesett           | kiesett           | kiesett           | helyezetlen |
| Adriano Morais     | 63 kg       | Metin Alakoç (TUR) · kizárták    | Tadeusz Godyń (POL) · kizárták        | kiesett                                 | kiesett           | kiesett           | kiesett           |                   | kiesett           | helyezetlen |
| António Galantinho | 70 kg       | Gordon Garvie (CAN) · 1-3        | Szo Hun-gjo (Seo Hun-Gyo) (KOR) · 3-1 | Pétrosz Galaktópulosz (GRE) · kétvállas | kiesett           | kiesett           | kiesett           | kiesett           | kiesett           | helyezetlen |

## Súlyemelés
| Versenyző    | Versenyszám | Nyomás                   | Nyomás                   | Szakítás | Szakítás | Lökés    | Lökés    | Összesen | Helyezés |
| Versenyző    | Versenyszám | Eredmény                 | Helyezés                 | Eredmény | Helyezés | Eredmény | Helyezés | Összesen | Helyezés |
| ------------ | ----------- | ------------------------ | ------------------------ | -------- | -------- | -------- | -------- | -------- | -------- |
| Luís Paquete | 60 kg       | érvényes kísérlet nélkül | érvényes kísérlet nélkül | kiesett  | kiesett  | kiesett  | kiesett  | kiesett  | kiesett  |

## Torna
Férfi
| Versenyző         | Versenyszám      | Selejtező | Selejtező | Döntő    | Döntő    |
| Versenyző         | Versenyszám      | Pontszám  | Helyezés  | Pontszám | Helyezés |
| ----------------- | ---------------- | --------- | --------- | -------- | -------- |
| José Filipe Abreu | Talaj            | 18,00     | 51.       | kiesett  | kiesett  |
| José Filipe Abreu | Ugrás            | 17,95     | 71.       | kiesett  | kiesett  |
| José Filipe Abreu | Korlát           | 17,60     | 88.       | kiesett  | kiesett  |
| José Filipe Abreu | Nyújtó           | 16,90     | 99.       | kiesett  | kiesett  |
| José Filipe Abreu | Gyűrű            | 18,00     | 47.       | kiesett  | kiesett  |
| José Filipe Abreu | Lólengés         | 16,50     | 94.       | kiesett  | kiesett  |
| José Filipe Abreu | Egyéni összetett |           |           | 104,95   | 82.      |

Női
| Versenyző         | Versenyszám      | Selejtező | Selejtező | Döntő    | Döntő    |
| Versenyző         | Versenyszám      | Pontszám  | Helyezés  | Pontszám | Helyezés |
| ----------------- | ---------------- | --------- | --------- | -------- | -------- |
| Esbela da Fonseca | Talaj            | 16,95     | 88.       | kiesett  | kiesett  |
| Esbela da Fonseca | Ugrás            | 17,35     | 71.       | kiesett  | kiesett  |
| Esbela da Fonseca | Felemás korlát   | 16,95     | 72.       | kiesett  | kiesett  |
| Esbela da Fonseca | Gerenda          | 15,45     | 91.       | kiesett  | kiesett  |
| Esbela da Fonseca | Egyéni összetett |           |           | 66,70    | 85.      |

## Vitorlázás
Nyílt
| Versenyző                                   | Versenyszám     | Futam | Futam | Futam | Futam | Futam  | Futam  | Futam  | Pontszám | Helyezés |
| Versenyző                                   | Versenyszám     | 1     | 2     | 3     | 4     | 5      | 6      | 7      | Pontszám | Helyezés |
| ------------------------------------------- | --------------- | ----- | ----- | ----- | ----- | ------ | ------ | ------ | -------- | -------- |
| Bernardo Silva                              | Finn dingi      | 33,0  | 31,0  | 31,0  | 36,0  | 33,0   | 32,0   | (40,0) | 196,0    | 31.      |
| José Manuel Quina Mário Quina               | Csillaghajó     | 19,0  | 19,0  | 21,0  | 19,0  | 18,0   | (24,0) | 23,0   | 119,0    | 17.      |
| Orlando Rodrigues Adriano da Silva          | Repülő hollandi | 30,0  | 30,0  | 32,0  | 32,0  | (36,0) | 25,0   | 29,0   | 178,0    | 27.      |
| Fernando Bello António Menezes António Weck | Sárkányhajó     | 23,0  | 19,0  | 21,0  | 17,0  | (29,0) | 18,0   | 26,0   | 124,0    | 17.      |

## Vívás
Férfi
| Versenyző                                                  | Versenyszám       | Csoportkör | Csoportkör | Csoportkör        | Csoportkör | Nyolcaddöntő      | Negyeddöntő       | Elődöntő          | Vigaszág a döntőért | Vigaszág a döntőért | Vigaszág a döntőért | Vigaszág a döntőért | Vigaszág a döntőért | Döntő             | Helyezés    |
| Versenyző                                                  | Versenyszám       | 1. kör | 1. kör     | 2. kör            | 2. kör     | Nyolcaddöntő      | Negyeddöntő       | Elődöntő          | 1. kör              | 2. kör              | 3. kör              | 4. kör              | 5. kör              | Döntő             | Helyezés    |
| Versenyző                                                  | Versenyszám       | Ellenfél Eredmény | Hely.      | Ellenfél Eredmény | Hely.      | Ellenfél Eredmény | Ellenfél Eredmény | Ellenfél Eredmény | Ellenfél Eredmény   | Ellenfél Eredmény   | Ellenfél Eredmény   | Ellenfél Eredmény   | Ellenfél Eredmény   | Ellenfél Eredmény | Helyezés    |
| ---------------------------------------------------------- | ----------------- | --- | ---------- | ----------------- | ---------- | ----------------- | ----------------- | ----------------- | ------------------- | ------------------- | ------------------- | ------------------- | ------------------- | ----------------- | ----------- |
| João de Abreu                                              | Párbajtőr, egyéni | G. csoport · Kulcsár Győző (HUN) · V · Hans-Peter Schulze (GDR) · V · Henryk Nielaba (POL) · V · Stephen Netburn (USA) · V · Alberto Balestrini (ARG) · GY                             | 5.         | kiesett           | kiesett    | kiesett           | kiesett           | kiesett           | kiesett             | kiesett             | kiesett             | kiesett             | kiesett             | kiesett           | helyezetlen |
| Francisco da Silva                                         | Párbajtőr, egyéni | D. csoport · Fenyvesi Csaba (HUN) · V · Gianfranco Paolucci (ITA) · GY · Valeriano Pérez (MEX) · V · Haukler István (ROU) · V · Russell Hobby (AUS) · V · José Miguel Pérez (PUR) · GY | 6.         | kiesett           | kiesett    | kiesett           | kiesett           | kiesett           | kiesett             | kiesett             | kiesett             | kiesett             | kiesett             | kiesett           | helyezetlen |
| José Pinheiro                                              | Párbajtőr, egyéni | C. csoport · Roland Losert (AUT) · V · Omar Vergara (ARG) · V · Jacques Ladègaillerie (FRA) · V · Silvio Fernández (VEN) · GY · Darío Amaral (BRA) · GY                                | 5.         | kiesett           | kiesett    | kiesett           | kiesett           | kiesett           | kiesett             | kiesett             | kiesett             | kiesett             | kiesett             | kiesett           | helyezetlen |
| João de Abreu Francisco da Silva José Pinheiro Hélder Reis | Párbajtőr, csapat | 1. csoport · Szovjetunió (URS) · 2-13 · Olaszország (ITA) · 1-15 | 4.         |                   |            |                   |                   | kiesett           |                     |                     |                     |                     |                     | kiesett           | helyezetlen |